# Dermatite da leccamento

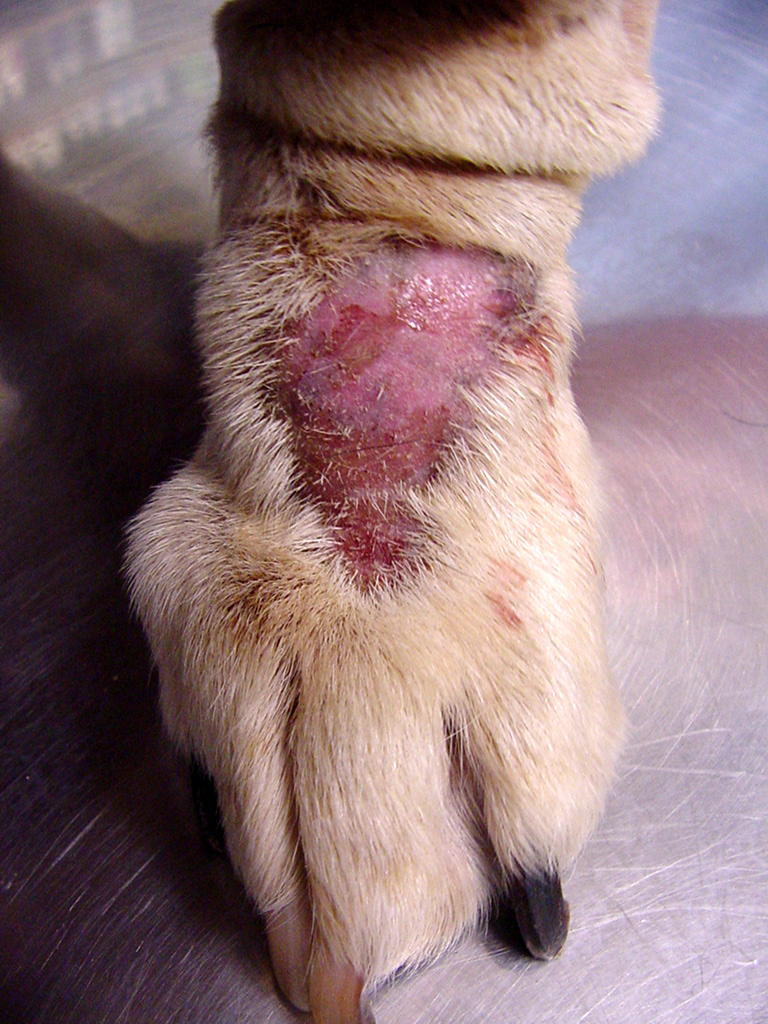
Granuloma da leccamento sulla zampa di un cane.

La dermatite da leccamento o granuloma da leccamento è una malattia della pelle nei cani. Risulta tipicamente dalla spinta del cane a leccare la porzione inferiore di una delle sue zampe.
La lesione può essere inizialmente rossa, gonfia, irritata e sanguinante, simile a un hotspot (eczema umido). L'incessante azione del cane che lecca la lesione alla fine si traduce in un ispessimento della cute.
La causa più comune di questa dermatite sembra essere psicologica, correlata allo stress, l'ansia, l'ansia di separazione, la noia, o di compulsività. Sono particolarmente visibili nei cani attivi lasciati soli per lunghi periodi di tempo. Una teoria è che un eccessivo leccare provoca il rilascio di endorfine, che riduce il dolore e rende il cane temporaneamente euforico, il che lo porta quindi ad una dipendenza dal leccare la parte lesa.
Il trattamento della causa primaria, se nota, è essenziale. I fattori psicologici dovrebbero essere identificati ed affrontati, come ad esempio l'essere lasciato solo per tutto il giorno, o l'isolamento, o cambiamenti nel nucleo familiare.